# Суиндон (унитарная единица)
Суи́ндон (англ. Swindon) — унитарная единица со статусом боро на северо-востоке церемониального графства Уилтшир.

## История
Образована 1 апреля 1997 года путём преобразования района Тэймсдаун бывшего неметропольного графства Уилтшир в унитарную единицу.

## География
Занимает территорию 230 км² и граничит на юге и западе с унитарной единицей Уилтшир, на севере с церемониальным графством Глостершир, на востоке с церемониальным графством Оксфордшир.

## Население
На территории унитарной единицы Суиндон проживают 180 051 жителей, при средней плотности населения 782 чел./км². Главный и крупнейший город — Суиндон (население — 155 тыс. чел.).

## Политика
В совете унитарной единицы Суиндон заседают 59 депутатов, избранных в 22 округах. В результате последних выборов 38 мест в совете занимают консерваторы.

## Экономика
На территории унитарной единицы Суиндон расположены штаб-квартиры крупных компаний Synergy Health, занимающейся поставками и обслуживанием в сфере здравоохранения, и W H Smith, занимающейся розничной торговлей печатной продукцией; акции компаний входят в базу расчета индекса FTSE 250.

## Спорт
В городе Суиндон базируется профессиональный футбольный клуб «Суиндон Таун», обладатель Кубка Лиги 1969 года; в сезоне 2010/2011 выступает в Первой Футбольной Лиге. «Суиндон Таун» принимает соперников на стадионе Каунти Граунд (15 тыс. зрителей).